# Ray Ting 2000
Le RT2000 ou Ray Ting 2000 est un lance-roquettes multiples en trois calibres différents (117 mm, 180 mm et 230 mm) développé et fabriqué par Taïwan (République de Chine).

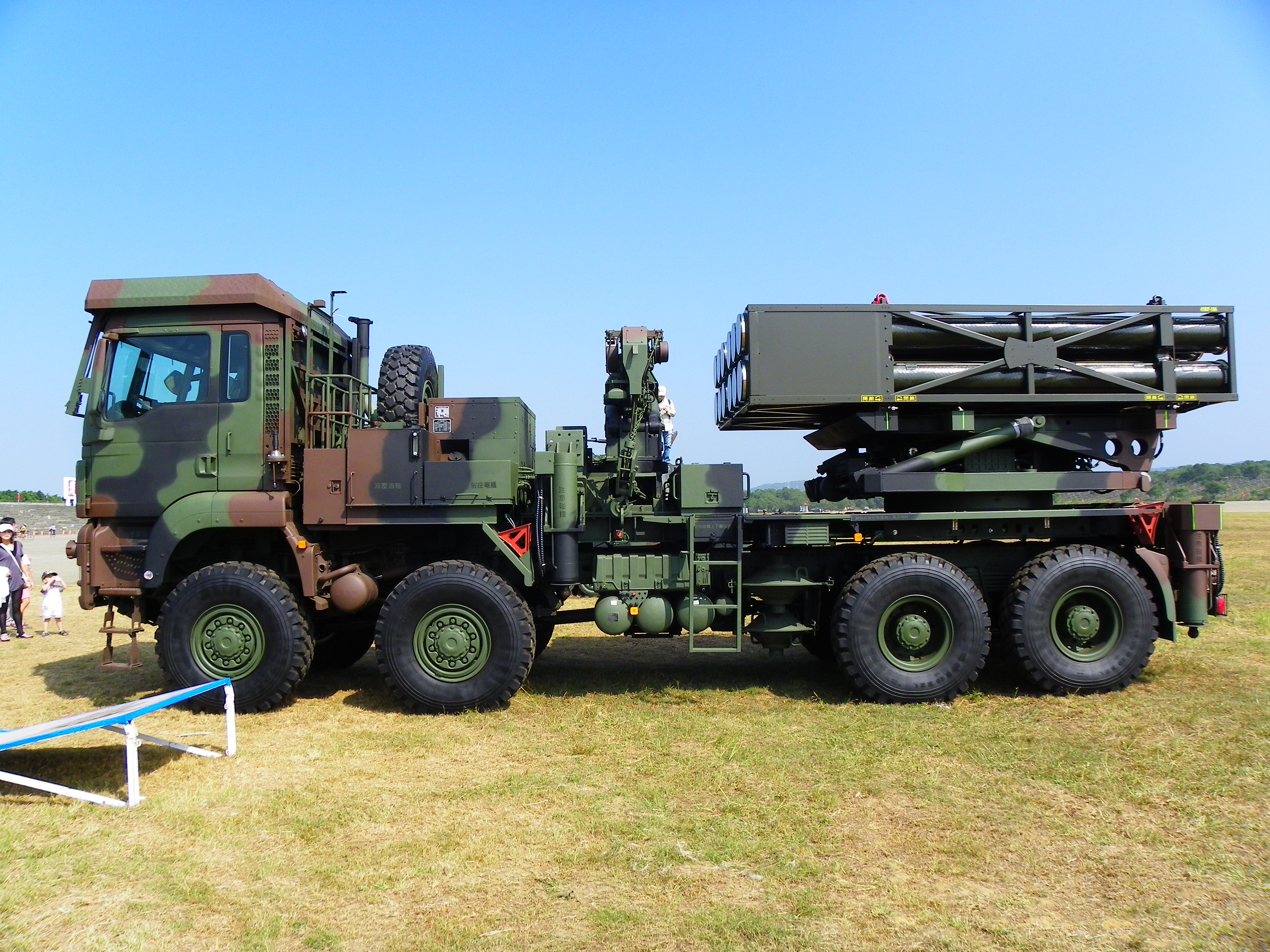
Ray Ting 2000 - Mk 45

## Histoire
Le RT2000 a été développé par Chungshan Institute of Science and Technology pour remplacer le Kung Feng 6, un lance-roquettes multiples de calibre 117 mm. Le rôle du RT2000 est de défendre les côtes en cas d'invasion en détruisant les navires de débarquement avant que les troupes débarquent ou pendant leurs débarquement. La production du RT2000 a débuté en 1997. Le RT2000 est en service uniquement dans l'armée de Taïwan.

## Prototype
Le prototype du lance-roquettes multiples est placé sur un châssis de camion M977 HEMTT. Le M977 HEMTT est propulsé par un moteur diesel Detroit 8V92TA développant 450 chevaux. Le système affiche comme performance une vitesse de 100 km/h et une autonomie de 450 km. Il peut franchir des pentes inclinées à 60 %, des dévers inclinés à 30 % et avec préparation des gués de 1,20 m.

## Information Technique

### Châssis
La version produite du lance-roquettes multiples est placée sur un châssis de camion MAN HX81 en 8x8 fabriqué localement. Il peut franchir des pentes inclinées de 60 %, des dévers de 40 %, des gués de 1,50 m avec préparation et des obstacles verticaux de 0,60 mètre.

### Système lance-roquettes multiples

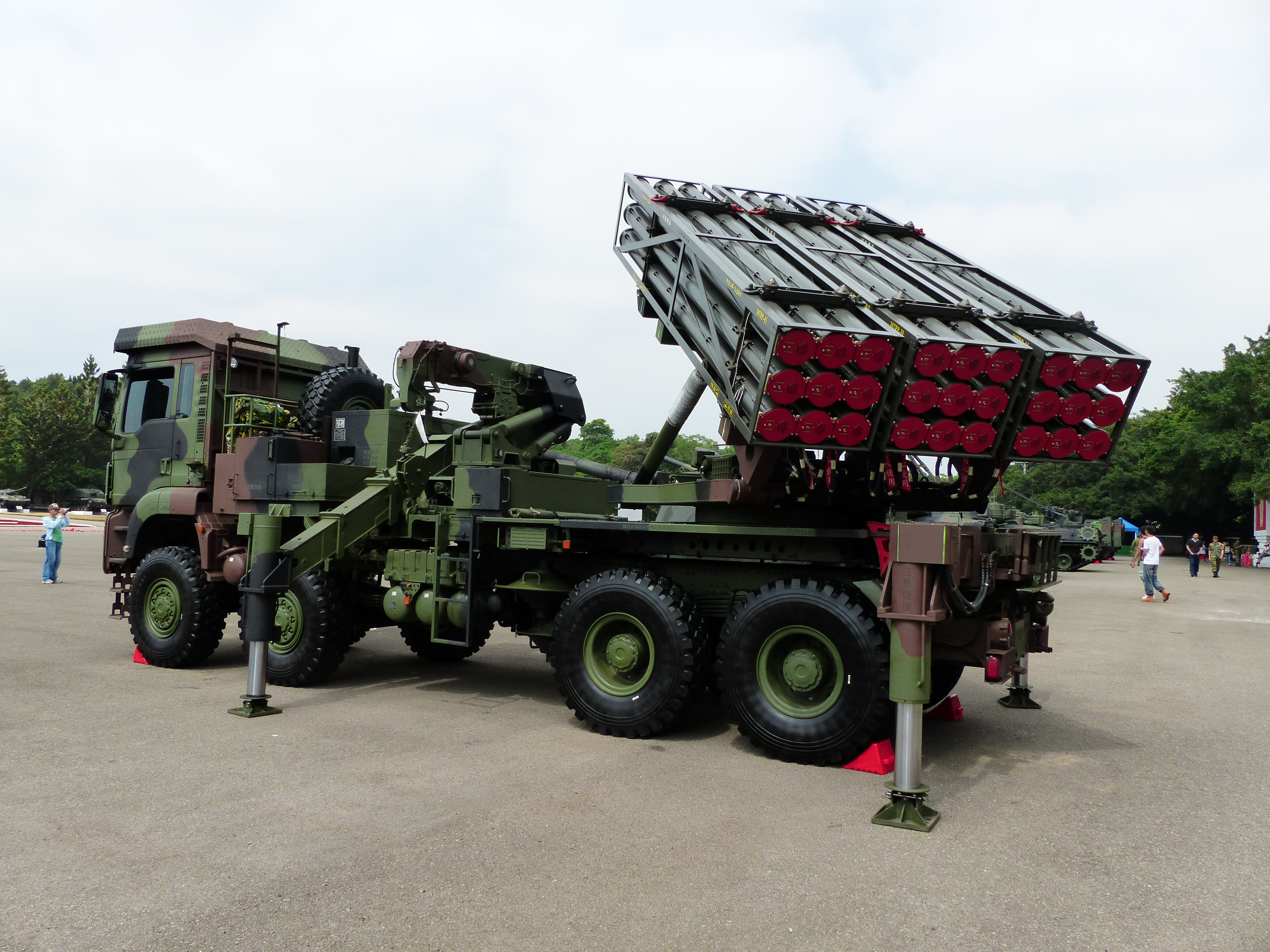
Ray Ting 2000 - Mk 30

Le lance-roquettes multiples peut être équipé de trois façon différentes : avec 60 tubes de 117 mm pour tirer les roquettes Mk15 d'une portée de 15 km, avec 27 tubes de 180 mm pour tirer les roquettes Mk30 d'une portée de 30 km ou avec 12 tubes de 230 mm pour tirer les roquettes Mk45 d'une portée de 45 km.
Il peut tirer en se déplaçant. La conception des logements des roquettes permet de diminuer le temps de rechargement. Le RT2000 est équipé avec un système de contrôle de tir automatique, un système de pilotage de site et d'azimut et un système de détermination de position et de direction par GPS qui donne aux roquettes une erreur circulaire probable de moins de 1 % sur la cible,.

### Munitions
Les roquettes Mk15 peuvent être équipées de 6 400 billes d'acier de 6,4 mm. Les roquettes Mk30 peuvent être équipées de 267 sous-munitions M77 DPICM ou de 18 300 billes en acier de 8 mm. Les roquettes Mk45 peuvent être équipées de 518 sous-munitions M77 DPICM ou de 25 000 billes en acier de 8 mm. Les roquettes Mk30 et Mk45 utilisent des charges militaires hautement-explosives ou en grappe. Le RT2000 peut, avec les munitions Mk45, couvrir une zone de 200 000 m2 ce qui détruit ou endommage sérieusement les navires de débarquement.